# Farmington (Virgínia Ocidental)
Farmington é uma cidade  localizada no estado norte-americano de Virgínia Ocidental, no Condado de Marion.

## Demografia
Segundo o censo norte-americano de 2000, a sua população era de 387 habitantes.
Em 2006, foi estimada uma população de 388, um aumento de 1 (0.3%).

## Geografia
De acordo com o United States Census Bureau tem uma área de
1,1 km², dos quais 1,1 km² cobertos por terra e 0,0 km² cobertos por água.

## Localidades na vizinhança
O diagrama seguinte representa as localidades num raio de 8 km ao redor de Farmington.